# 2.º Prêmio Jabuti
O 2º Prêmio Jabuti foi um evento organizado pela Câmara Brasileira do Livro (CBL) com o propósito de premiar o melhor da produção literária brasileira de 1959 em diferentes categorias.

## História
A cerimônia de entrega dos troféus foi realizada em 22 de novembro de 1960 no auditório da CBL, tendo a relação de vencedores sido divulgada à imprensa alguns dias antes. Foram ainda entregues os diplomas "Amigo do Livro" os distintivos "Dedicação ao Livro", criados pela CBL como forma de homenagear pessoas que tenham feito algo em prol do livro.
Os diplomas foram concedidos a Assis Chateaubriand (pela criação do Museu de Arte de São Paulo), Fábio da Silva Prado (por conceder há 15 anos ininterruptos do Prêmio Fábio Prado), Júlio de Mesquita Filho (pelo suplemento literário do jornal O Estado de S. Paulo), Francisco Matarazzo Sobrinho (pela criação do Museu de Arte Moderna e a realização das Bienais de São Paulo), José Nabantino Ramos (pela criação da Galeria de Arte das Folhas), Valter Christian (pela realização de conferências sobre a importância do livro estrangeiro na evolução cultural do país) e João Carillo (pelo planejamento e direção editorial da série "Grandes Vocações"). Já os distintivos, foram dados a livreiros que completaram mais de 25 anos de profissão: Desiderio Landy, Erich Eichner, Ernesto Reichmann, Henrique Reichmann, Italo Tenca, João Batista Gouveia, José Cabrerizo Leal e Valter Alves da Cunha.

## Prêmios
Os premiados foram:
| Categoria                      | Vencedores                                                                            |
| ------------------------------ | ------------------------------------------------------------------------------------- |
| Capa                           | Eugênio Hirsch Conjunto de trabalhos executados para a editora Civilização Brasileira |
| Contos                         | Novelas Nada Exemplares Dalton Trevisan                                               |
| Editor do Ano                  | Mario Graciotti                                                                       |
| Ensaio                         | Eça de Queiroz, Agitador no Brasil Paulo Cavalcanti                                   |
| Gráfico do Ano                 | Savério D'Agostino                                                                    |
| História literária             | Formação da Literatura Brasileira Antonio Cândido                                     |
| Ilustração                     | Oswaldo Storni Conjunto de desenhos elaborados para a editora Melhoramentos           |
| Imprensa                       | Antonio Olinto                                                                        |
| Infantil                       | Villa-Lobos: Alma Sonora do Brasil Arnaldo Magalhães de Giácomo                       |
| Livreiro do Ano                | Horacio Contier Lomelino                                                              |
| Novela                         | Os Caminhantes de Santa Luzia Ricardo Ramos                                           |
| Personalidade Literária do Ano | Menotti Del Picchia                                                                   |
| Poesia                         | Obra Poética Sosígenes Costa                                                          |
| Romance                        | O Trapicheiro Marques Rebelo                                                          |